# NGC 6355
NGC 6355 је збијено звјездано јато у сазвежђу Змијоноша које се налази на NGC листи објеката дубоког неба.
Деклинација објекта је - 26° 21' 11" а ректасцензија 17h 23m 58,6s. Привидна величина (магнитуда) објекта NGC 6355 износи 8,6. NGC 6355 је још познат и под ознакама GCL 63, ESO 519-SC15.